# Маркевич, Андрей Михайлович
Андрей Михайлович Маркевич (род. 15 февраля 1977) — российский историк-экономист, специалист в области экономической истории России. Профессор и зав. кафедрой институциональной экономики Российской экономической школы (РЭШ), ведущий научный сотрудник Лаборатории исследования социальных отношений и многообразия общества (ЛИСОМО) РЭШ. Лауреат Национальной премии по прикладной экономике 2011 г.

## Биография
Родился в г. Орехово-Зуево в 1977 году. В 1994—1999 гг. учился на историческом факультете МГУ им. М. В. Ломоносова. Окончил с отличием. В 2002 году в Институте Российской истории РАН защитил кандидатскую диссертацию, тема «Солдатские письма в центральные Советы как источник для изучения общественных настроений в армии в 1917 г.».
В 2003, 2004, 2006, 2007, 2008 и 2010 гг. приглашенный исследователь в Стэнфорде. В 2005—2007 гг. стажировался как постдок на экономическом факультете университета Уорвик (Великобритания). Содиректор совместного бакалавриата ВШЭ и РЭШ.
В 2012 году получил престижную национальную премию по прикладной экономике за работу «Первая мировая война, Гражданская война и восстановление: национальный доход России в 1913—1928 годах», написанную в соавторстве с Марком Харрисоном (Уорикский университет). Совместно с Хайсом Кесслером автор идеи и инициатор разработки Электронного архива Российской исторической статистики.
С июля 2021 года ассоциированный редактор Economic Journal.
Публиковался в American Economic Review, Review of Economics and Statistics, European Economic Review, Journal of Economic History, Journal of Development Economics и Journal of Public Economics.
На ресурсе «Теории и практики» указывается как «один из ведущих специалистов по экономической истории России». В 2011 году Константин Сонин отмечал, что «Андрей Маркевич — первый и единственный в РЭШ экономический историк» (а также что он — специалист по сталинской эпохе).

## Научная деятельность
1. Кембриджская экономическая история современного мира. Континентальная Европа 1700—1870 гг. (Continental Europe, 1700—1870: Core and Periphery, with Giovanni Federico. In Stephen Broadberry and Kyoji Fukao (Eds.) The Cambridge Economic History of the Modern World. Cambridge University Press, forthcoming)
2. State and Market in Russian Industrialization, 1870—2010, with Steven Nafziger. In O’Rourke, K., and Williamson, J. (Eds.) The Spread of Modern Industry to the Periphery since 1871. Oxford University Press, 2017.
3. Economic Geography of Russia, with Tatiana N. Mikhailova. In Alekseev, M., and Weber, S. (Eds.) The Oxford Handbook of the Russian Economy. Oxford: Oxford University Press, 2013.
4. Маркевич А., Харрисон М. Первая мировая война, гражданская война и восстановление: национальный доход России в 1913—1928 гг. / [Авториз. пер. с англ. Е. Артемовой ; Фонд Либеральная миссия]. — М.: Мысль, 2013. — 109, [1] с. : ил., табл. ISBN 978-5-244-01167-8
5. Маркевич А., Соколов А. «Магнитка близ Садового кольца»: стимулы к работе на Московском заводе «Серп и молот», 1883—2001 гг. — М.: РОССПЭН, 2005. — 367 с., [10] л. ил., портр. : табл. — («Социальная история России XX века: мотивация труда») — ISBN 5-8243-0583-8
6. Маркевич А. М. Советское планирование: теория и практика в 1930-е гг. // Экономическая история. Обозрение / Под ред. Л. И. Бородкина. Вып. 10. М., 2005.
7. Маркевич А. М. «Советское — значит надежное»: военпреды и проблема качества в советской оборонной промышленности. // Экономическая история : ежегодник. М. 2005
8. Маркевич А. М. Была ли советская экономика плановой? Планирование в наркоматах в 1930-е гг. // Экономической истории. Ежегодник. М. 2003
9. Перевод книги Пола Грегори «Политическая экономия сталинизма».

## Публичные лекции и интервью
- Открытая лекция Андрея Маркевича «Экономическая история СССР: мифы плановой экономики»
- Открытая лекция профессора РЭШ Андрея Маркевича «Экономика Российской империи накануне революции»
- Хлеб и революция: как экономика Российской империи повлияла на события 1917 года
- Подкаст на Медузе. Тридцать лет новой России
- Теория и практика. При Сталине такого не было: почему успешность плановой экономики и значение индустриализации — миф.
- Что экономисты ищут в истории?
- «Февраль и октябрь 1917 года разделять нельзя» Профессор Андрей Маркевич об экономике Российской империи начала XX века и причинах революций 1905 и 1917 годов // Парламентская газета. 14.11.2012